# جورج دوغلاس سكوت
جورج دوغلاس سكوت (بالإنجليزية: George Douglas Scott)‏ هو شخصية أعمال بريطاني، ولد في أكتوبر 1957 في غيتسهيد في المملكة المتحدة.